# Bezirk Fritzlar

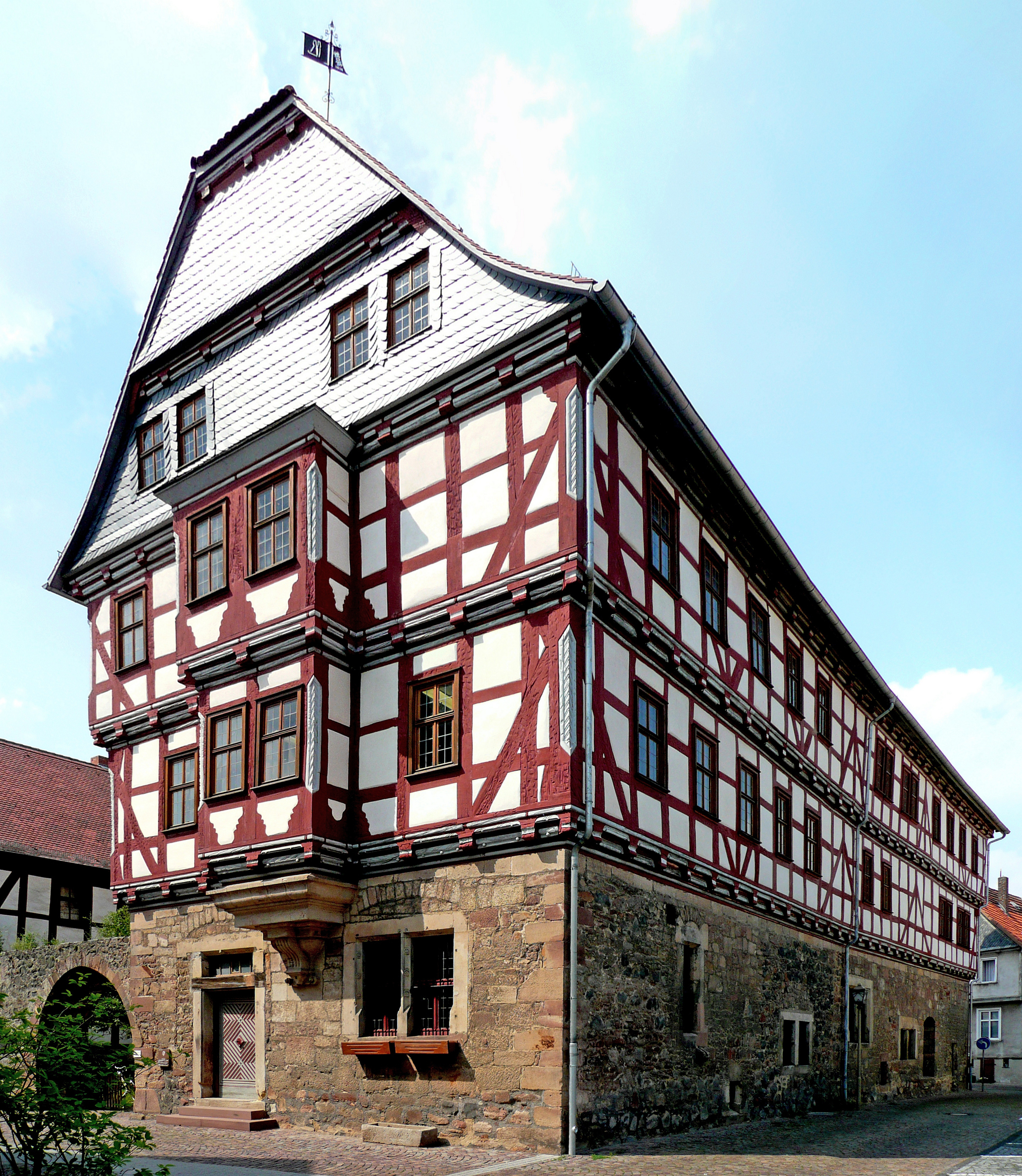
Hochzeitshaus in Fritzlar, Sitz der Bezirksverwaltung

Der Bezirk Fritzlar war von 1848 bis 1851 ein Bezirk, also Teil der mittleren Verwaltungsebene im Kurfürstentum Hessen mit Sitz in Fritzlar.

## Geschichte
Mit dem „Gesetz, die Bildung neuer Verwaltungsbezirke und die Einführung von Bezirksräten betreffend“ vom 31. Oktober 1848 und der entsprechenden Verordnung vom 22. Dezember 1848, die zum 1. Februar 1849 wirksam wurden, wurden die bisherigen vier Provinzen aufgelöst und neun Bezirke eingerichtet. Aus der bisherigen Provinz Niederhessen wurden verschiedene Bezirke, darunter der Bezirk Fritzlar gebildet. Diese Änderung war eine Folge der Märzrevolution.
Die neue Verwaltungsstruktur wurde bereits nach kurzer Zeit wieder aufgelöst, nachdem sich die Reaktion durchgesetzt hatte. Mit der Verordnung und dem „provisorischen“ „Gesetz, die Umbildung der inneren Landesverwaltung und die Vollziehungsgewalt der Verwaltungsbehörden sowie der Bezirksräte betreffend“,  vom 7. Juli 1851 wurde die alte Ordnung wieder hergestellt.

## Gebiet
Der Bezirk setzte sich aus den Verwaltungsämtern Fritzlar, Homberg und Ziegenhain zusammen. Diese Verwaltungsämter entsprachen den bisherigen Kreisen gleichen Namens. Damit umfasste der Bezirk Fritzlar die Gerichtsbezirke folgender Gerichte:
- Justizamt Fritzlar
- Justizamt Gudensberg
- Justizamt Jesberg
- Justizamt Naumburg
- Justizamt Felsberg
- Justizamt Homberg
- Justizamt Borken
- Justizamt Treysa
- Justizamt Ziegenhain und
- Justizamt Neukirchen

Das Justizamt Naumburg war im Rahmen der Verwaltungsreform vom Landkreis Wolfhagen an den Kreis Fritzlar übertragen worden. Auch diese Änderung wurde 1851 rückgängig gemacht.

## Verwaltung
An der Spitze der Bezirksverwaltung stand ein Bezirksdirektor:
- 1848–1849: Philipp Friedrich Karl Lotz
- 1850–1851: Siegmund Wilhelm Ungewitter

Sitz der Bezirksverwaltung war das Hochzeitshaus in Fritzlar, in dem die Bezirksverwaltung acht Amtsräume bezog.

### Bezirksrat und Bezirksausschuss
In den Bezirksrat wurden im Dezember 1848 folgende Männer gewählt:

A) Wissenschaftlich Gebildete
1. Gutsbesitzer Felix von Gilsa aus Gilsa
2. Amtsaktuar Henkel
3. Metropolitan Hoffmann (MdL) aus Homberg (Efze)
4. Advocat Scheffer aus Gudensberg
5. Amtsaktuar Nagell aus Neukirchen
6. Bürgermeister Stephan aus Treysa

B) Gutsbesitzer
1. Gustav Knieling aus Jesberg
2. Bürgermeister Otto aus Wabern
3. Bürgermeister Hoos aus Ransbach
4. Bürgermeister Well aus Riebelsdorf
5. Konrad Koch aus Gudensberg
6. Karl Heinhard aus Homberg

C) Handel und Gewerbe
1. Bürgermeister Dreydorf aus Ziegenhain
2. Kaufmann Mäkel aus Frielendorf
3. Apotheker Reinhard Hasselbach aus Fritzlar
4. Bürgermeister Röhnert aus Geismar
5. Schreinermeister Daniel Malcomess (MdL)

Am 10. Februar 1949 wählte der Bezirksrat aus seiner Mitte die Herren Stephan, Malcomess, Hasselbach, Hoss, Scheffer und Dreydorff in den Bezirksausschuss.